# Grusza (dron)
Grusza (ros. «Груша») – rosyjski dron przeznaczony do prowadzenia bliskiego rozpoznania i korygowania ognia artylerii.

## Historia
Dron został skonstruowany przez zakład Iżmasz (ros. ООО «Ижмаш — Беспилотные системы»). Początkowo został opracowany na potrzeby sił specjalnych GRU i wojsk powietrznodesantowych, m.in. przewidywano używanie go do wykrywania obozów bojowników w Czeczenii. Następnie wykorzystaniem drona zainteresowała się marynarka rosyjska. Stworzony system składał się z dwóch stanowisk kontroli oraz ośmiu dronów i był sprzedawany przez producenta za kwotę 2,5 miliona rubli. Nawigacja pomiędzy punktami odbywa się z wykorzystaniem systemu GPS i GLONASS. 
W 2007 r. został przyjęty na wyposażenie jednostek armii rosyjskiej. W pierwszej kolejności otrzymały go jednostki piechoty morskiej oraz formacje Floty Bałtyckiej. Kolejne trafiły na wyposażenie jednostek artylerii Centralnego Okręgu Wojskowego oraz Wschodniego Okręgu Wojskowego. W 2009 roku dron został użyty do współpracy z artylerią podczas ćwiczeń na poligonie Kapustin Jar. W tym samym roku został zaprezentowany na ćwiczeniach „Ładoga-2009”, kolejne ćwiczenia wojskowe, które odbyły się z jego użyciem to „Wostok-2010”. Również w 2010 r. wykorzystano go podczas rosyjsko-mongolskich ćwiczeń „Darkhan”. W 2011 roku dron został wykorzystany podczas ćwiczeń „Center-2011”. 
W 2015 r. dron przeszedł modernizację, został wyposażony w kamerę termowizyjną. Dron Grusza jest sukcesywnie wycofywany z wyposażenia jednostek armii rosyjskiej, jego następcą jest nowocześniejszy Granat-1.

## Wyposażenie i zastosowanie
Główne zastosowanie drona to prowadzenie bliskiego rozpoznania i obserwacji w promieniu do 10 kilometrów. Operuje na pułapie od 300 do 500 metrów i w trybie rzeczywistym przekazuje do stanowiska kontroli lotu współrzędne celów oraz koryguje ogień artylerii. Dla uproszczenia obsługi dron wykonuje lot według wcześniej wskazanych punktów, zmiana trasy jest możliwa poprzez ich modyfikację. To rozwiązanie ułatwiało kwestie związane ze szkoleniem operatorów drona. Dron jest wyposażony w kamerę o rozdzielczości 720 × 576 px oraz kamerę o rozdzielczości 10 megapikseli z czterokrotnym zoomem optycznym. Przygotowanie drona do lotu zajmuje dwuosobowej obsłudze 5 minut. Start następuje z ręki operatora lub z wykorzystaniem katapulty, lądowanie z wykorzystaniem spadochronu. Większość elementów składowych drona jest pochodzenia zagranicznego, w Rosji wyprodukowany jest jedynie silnik i płatowiec. Dron przechowywany jest w pojemniku transportowym, którego masa wynosi 11,5 kg. 